# Silla (koreansk stat)
 For alternative betydninger, se Silla. (Se også artikler, som begynder med Silla)
Silla (57 f.Kr. [note 1] - 935 e.Kr.) (Hangul: 신라; Hanja: 新 羅; RR: Silla koreansk udtale: [ɕʰilːa]) var et af de tre kongeriger i Korea, og en af verdens længste vedvarende dynastier. Selv om det blev grundlagt af kong Park Hyeokgeose, blev dynastiet regeret af Gyeongju Kim (김, 金) klan i det fleste af sin 992-årige historie. Det begyndte som et høvdingedømme i Samhan-forbundet, på et tidspunkt allieret med Kina, men Silla erobrede til sidst de to andre riger, Baekje i 660 og Goguryeo i 668. Derefter omfattede det Forenede Silla eller Sene Silla, som det ofte kaldes, det meste af den koreanske halvø, mens den nordlige del genopstod som Balhae, en efterfølger-stat til Goguryeo. Efter næsten 1000 års styre blev Silla opsplittet i de senere tre kongedømmer, Silla, Hubaekje, og Taebong, mens magten overgik til dets efterfølgerdynasti Goryeo i 935.

## Navnet
Fra sin grundlæggelse indtil sin vækst til et fuldt udbygget kongerige blev Silla omtalt med forskellige hanja-fonetisk tilnærmelser til dets oprindelige koreanske navn: 斯盧 (사로, Saro), 斯羅 (사라, Sara), 徐 那 (伐) (서나 [ 벌], Seona [beol]), 徐 耶 (伐) (서야 [벌], Seoya [beol]), 徐 羅 (伐) (서라 [벌], Seora [beol]), og 徐 伐 (서벌, Seobeol). I 503, standardiserede kong Jijeung tegnene 新 羅 (신라), der på moderne koreansk udtales "Shilla".
En etymologisk hypotese (der er forskellige andre spekulationer) antyder, at navnet Seorabeol kunne have været oprindelsen af ordet Seoul, der betyder "hovedstad", og også navnet på den nuværende hovedstad i Sydkorea, en by tidligere kendt som Hanseong (漢城) eller Hanyang (漢陽). Navnet på Sillas hovedstad kunne være blevet ændret til den sene mellemkoreanske form Syeobeul (셔블) der betyder "kongelige hovedstad", som kort efter kunne være ændret til Syeoul (셔울), og endelig til Seoul (서울) i moderne koreansk sprog.
Navnet på enten Silla eller dets hovedstad Seorabeol blev også udbredt i hele det nordøstlige Asien som etnonym for befolkningen i Silla, der optræder som Shiragi på Yamato-japanske sprog og som Solgo eller Solho på det sprog, der anvendtes af middelalderlige jurchenere og deres senere efterkommere, manchuerne. I moderne mongolsk er Korea og koreanerne stadig kendt som Солонгос (Solongos), som synes at være en ændring af Silla påvirket af den mongolske ord for "regnbue" (солонго, solongo).
Silla blev også omtalt som Gyerim (鷄 林, 계림), bogstaveligt "kyllingeskov," et navn, der har sin oprindelse i skoven nær Sillas hovedstad, hvor, ifølge legenden, statens grundlægger blev udklækket fra ægget af en basilisk (Kor. Gyeryong, 雞 龍, 계룡, bogstaveligt "kyllinge-dragon").

## Historie
Forskere har traditionelt opdelt Sillas historie i tre forskellige perioder: en tidlig (traditionelt 57 f.Kr.-654 AD), mellemste (654-780) og sen periode (780-935).

### Magtforskydninger
Park-klanen havde magten i tre generationer, før der skete et kup af Seok-klanen. Under regeringstiden for den første Seok-hersker, Talhae af Silla, nævnes Kim-klanens tilstedeværelse i Silla i form af en fortælling, hvor Kim Alji fødes fra en gylden boks, som Hogong opdagede. Park- og Shuo-klaner kæmpede konstant indbyrdes om magten, og begge blev til sidst væltet af Kim-klanen. Kim-klanen derefter herskede over Silla i mange generationer med Park- og Shuo-klaner som adel. Den sidste hersker af Sene Silla, kong Gyeongsun, var medlem af Kim-klanen.

### Oprettelse
Under De tidlige tre kongedømmers periode blev bystater i det centrale og sydlige Sydkorea grupperet i tre statsforbund kaldes Samhan. Silla begyndte som Saro-guk, en lille stat inden for 12-medlemmers forbund kaldet Jinhan. Saro-guk bestod af seks landsbyer og seks klaner.
Ifølge koreanske optegnelser blev Silla grundlagt af kong Park Hyeokgeose i 57 f.Kr., omkring nutidens Gyeongju. Hyeokgeose siges at stamme fra et æg lagt af en hvid hest, og da han fyldte 13, udpegede seks klaner ham til konge og etablerede Saro (eller Seona). Han var også stamfader til Park (박) -klanen, nu et af de mest almindelige efternavne i Korea.
Ifølge Samguk Sagi og Bei Shi var det oprindelige Lelang kommanderis område, der senere blev til Jinhan-forbundet, oprindelsen til Silla.

### Tidlig periode
I det 2. århundrede fandtes Silla som en særskilt stat i den sydøstlige del af den koreanske halvø. Det udvidede sin indflydelse over naboområdet Jinhan-høvdingedømmerne, men gennem det 3. århundrede var sandsynligvis ikke mere end den stærkeste bystat i en løs føderation.
Mod vest var Baekje centraliseret i et rige omkring år 250, ved at underlægge sig Mahan-konføderationen. Mod sydvest blev Byeonhan erstattet af Gaya-konføderationen. I det nordlige Korea ødelagde Goguryeo, et rige fra omkring 50 e.Kr., det sidste kinesiske kommandari i 313 og var vokset til en truende regional magt.

### Fremkomsten af et centraliseret monarki
Kong Naemul (356-402) af Kim-klanen etablerede et arveligt monarki, hvilket eliminerede ordningen med en roterende magtdeling, og lederen var nu sande kongelig titel blev Maripgan (fra det indfødte koreanske rødder mari eller meori i betydningen "hoved" eller "hår" og gan eller han i betydningen "stor, grand, mange, meget", som tidligere blev brugt af herskende fyrster i det sydlige Korea, og som kan have en vis forbindelse med den mongolske / tyrkiske titel khan). I 377 sendte det udsendinge til Kina og etablerede forbindelser med Goguryeo.
Under indtryk af pres fra Baekje i vest og Japan i syd i den senere del af det 4. århundrede allierede Silla sig med Goguryeo. Men da Goguryeo begyndte at udvide sit territorium sydover og flyttede sin hovedstad til Pyongyang i 427, blev Nulji tvunget til at alliere sig med Baekje.
På kong Beopheungs tid (514-540) var Silla et fuldgyldigt kongerige med buddhismen som statsreligion, og med egne tidsregningssystemer. Silla absorberede Gaya-forbundet under Gaya-Silla krigene, annekterede Geumgwan Gaya i 532 og erobrede Daegaya i 562, hvorved det udvidede sine grænser til Nakdong-flodens bækken.
Kong Jinheung (540-576) etablerede en stærk militær magt. Silla hjalp Baekje med at fordrive Goguryeo ud af Han-flodens (Seoul) område og fravristede derefter ledelsen af hele strategiske region fra Baekje i 553, og brud en 120-årig Baekje-Silla alliance. Kong Jinheung etablerede også Hwarang.
Den tidlige periode sluttede med lukningen af "hellige ben" (seonggol)-rangordningen med dronning Jindeoks død.

### Forenede Silla
I det 7. århundrede allierede Silla sig med den kinesiske Tang-dynasti. I 660, under kong Muyeol (654-661), underkuede Silla Baekje. I 668, under kong Munmu (kong Muyeols efterfølger) og general Kim Yu-shin, erobrede Silla Goguryeo i nord. Silla kæmpede derefter i næsten et årti at fordrive kinesiske styrker på halvøen udstationerede for at skabe kolonier for Tang-imperiet for til sidst at etablere et forenet kongerige så langt nordpå som til det moderne Pyongyang. Den nordlige del af den hedengangne Goguryeo-stat genopstod senere som Balhae.
Silla mellemste periode var præget af den stigende magt for monarkiet på bekostning af jingol-adelen. Dette blev muliggjort af den nye rigdom og prestige vundet som følge af Sillas forening af halvøen, samt monarkiets vellykkede undertrykkelse af flere bevæbnede aristokratiske oprør, som indtraf kort efter foreningen, hvilket gav kongen mulighed for at udrense de mest magtfulde familier og rivaler fra den centrale myndighed. Endvidere, i en kort periode på omkring et århundrede fra den sene 7. til slutningen af 8. århundrede gjorde monarkiet et forsøg på at afvikle den aristokratiske embedsstands ejendomsbaserede styrke ved at indføre et system af lønudbetalinger eller embedsjord (jikjeon, 직전, 職 田) i stedet for det tidligere system, hvor aristokratiske embedsmænd blev overdraget jord til at dække deres lønbetalinger (de såkaldte skatte- landsbyer, eller nogeup, 녹읍, 祿 邑).
Ved slutningen af 8. århundrede havde disse kongelige initiativer imidlertid ikke brudt kontrollere magten hos det forskansede aristokrati. I midten til slutningen af 8. århundrede oplevede landet et fornyet oprør ledet af grene af Kim-klanen som effektivt begrænsede kongelig myndighed. Mest fremtrædende af disse var et oprør ledet af Kim Daegong der varede i tre år. Et centralt bevis for udhuling af kongelige myndighed var den ophævelsen af embedsjord-systemet og genindførelse at det tidligere system med skatte-landsby som lønejendom for den aristokratiske embedsstand i 757.
Den mellemste periode af Silla sluttede med mordet på kong Hyegong i 780, hvilket endte den kongelige arvefølge efter kong Muyeol, der havde været hovedmanden bag Sillas forening af halvøen. Hyegong bortgang var blodig, kulminationen på en længere borgerkrig involverende de fleste af rigets højtstående adelsfamilier. Med Hyegongs død blev kongen i de resterende år af Sillas eksistens reduceret til lidt mere end en kransekagefigur i takt med, at stærke aristokratiske familier blev mere og mere uafhængige af den centrale ledelse.
Derefter blev Silla kongedømmet fastsat til huset kong Wonseong (785-798), selvom embedet selv konstant var omstridt mellem forskellige grene af Kims afstamning.
Ikke desto mindre var staten i den mellemste periode af Silla på sit højeste, med den korte konsolidering af kongemagten og forsøget på at indføre et bureaukratisk system i kinesisk stil.

### Nedgang og fald
Den sidste halvandet århundrede af Sillas eksistens var kendetegnet af næsten konstante oprør og borgerkrig, da kongen blev reduceret til lidt mere end en galionsfigur, og kraftfulde aristokratiske familier overtog den faktiske dominans uden for hovedstaden og det kongelige hof.
Afslutningen på denne periode, kendt som De senere tre kongedømmers periode, oplevede kortvarigt fremkomsten af rigerne Sene Baekje og Sene Goguryeo, som i virkeligheden var sammensat af militære styrker, der udnyttede deres respektive regioners historiske baggrund, og Sillas underkuelse fra Goryeo-dynastiets side.

## Politik og samfund
I det mindste det fra 6. århundrede, da Silla fik et detaljeret system af lov og regeringsførelse, blev social status og officiel avancement dikteret af knogle-rang systemet. Denne stive slægt-baserede system dikterede også tøj, husets størrelse og tilladte ægteskabsforbindelser.
Siden sin fremkomst som en centraliseret statsdannelse var Sillas samfund blevet kendetegnet ved sin strenge aristokratiske opbygning. Silla havde to kongelige klasser: "hellig ben" (seonggol, 성골, 聖 骨) og "ægte ben" (jingol, 진골, 眞 骨). Indtil kong Muyeols styre var aristokratiet blevet opdelt i "hellig ben"- og "ægte ben"-aristokrater, med den førstenævnte udskilt ved deres berettigelse til at kunne opnå kongestillingen. Denne dobbelthed endte, da Dronning Jindeok, den sidste hersker fra klassen "hellige ben", døde i 654. Antallet af "hellige ben"-aristokrater havde været faldende i generationer, eftersom titlen kun blev tildelt til dem, hvis forældre begge var "hellige ben", mens børn af en "hellig" og en "ægte ben"-forældre blev betragtede som "ægte ben". Der var også mange måder, hvorpå en "hellig ben" kunne blive degraderet til en "ægte ben", hvilket gjorde det endnu mere sandsynligt, at hele systemet ville bryde sammen.
Kongen (eller dronning) var teoretisk en absolut monark, men kongemagten var noget hæmmet af en stærk aristokrati.
"Hwabaek" (화백 - 和 白) fungerede som et kongelig råd med beslutningstagende myndighed om nogle vigtige spørgsmål som succession til tronen eller erklæringer om krig. Hwabaek blev ledet af en person (Sangdaedeung) valgt fra "hellige ben"-rangen. En af de vigtigste beslutninger i denne kongelige råd var vedtagelsen af buddhismen som statsreligion.
Efter genforeningen begyndte Silla at stole mere på kinesiske modeller for bureaukrati til at administrere sin stærkt udvidede område. Dette var en markant ændring fra præ-foreningens dage, hvor Silla-monarkiet understregede buddhismen og Silla-monarkens rolle som "Buddha-konge". En anden iøjnefaldende faktor i post-foreningspolitikken var de stigende spændinger mellem den koreanske monarki og aristokrati.

## Militær
Det tidlige militær i Silla blev opbygget omkring et lille antal kongelige vagter oprettet til at beskytte kongelige og adel og i krigstid tjente som den primære militærstyrke, hvis nødvendigt. På grund af hyppigheden af konflikter mellem Baekje og Goguryeo samt Yamato-Japan opbyggede Silla seks lokale garnisoner, en for hvert distrikt. De kongelige vagter til sidst forvandlet til "svoret banner" eller Sodang-enheder. I 625 blev skabt en anden gruppe af Sodang. Garnisonssoldaterne var ansvarlige for det lokale forsvar og fungerede tillige som en slags politistyrke.
En række af Sillas største generaler og militære ledere var Hwarang (omtrent svarende til riddere i middelalderens Europa). Oprindeligt en social gruppe udviklede de sig, på grund af den fortsatte militære rivalisering mellem de tre kongeriger i Korea, fra en gruppe af elitær mandlig aristokratisk ungdom til soldater og militære ledere. Hwarang var nøglen i nedgangen for Goguryeo (som resulterede i foreningen af den koreanske halvø under det Forenede Silla) og Silla-Tang-krigen, som fordrev Tang-styrkerne i de to andre koreanske riger.

## Kultur
Hovedstaden i Silla riget var Gyeongju. Et stort antal Silla-grave kan stadig findes i centrum af Gyeongju. Silla-grave tog form af et kammer af sten, som var omgivet af en jordhøj. Det historisk område omkring Gyeongju blev føjet til UNESCOs Verdensarvsliste i 2000. Meget af det er også beskyttet som en del af Gyeongju Nationalpark. Derudover skulle to landsbyer nær Gyeongju, Hahoe og Yangdong blive foreslået som UNESCO kulturarvsområder i 2008 eller senere af beslægtede byer og den sydkoreanske regering. Da gravene var sværere at bryde ind end Baekje, en større mængde af genstande er blevet bevaret. Bemærkelsesværdige blandt disse er Sillas kunstfærdige guldkroner og smykker.
Bronzeklokken, som stammer fra kong Seongdeok den Store, tiltrækker et stort antal turister. Klokken giver en karakteristisk lyd, om hvilken der er en overlevering. Cheomseongdae nær Gyeongju er det ældste bevarede astronomiske observatorium i Østasien, men der er nogen uenighed om dets præcise opgaver. Det blev bygget under dronning Seondeoks regeringstid (632-647).
Muslimske handlende bragte navnet "Silla" til verden uden for det traditionelle østasiatiske sfære via Silkevejen. Geografer i den arabiske og persiske verden, herunder ibn Khurdadhbih, al-Masudi, Dimashiki, Al-Nuwayri, og al-Maqrizi, efterlod sig optegnelser om Silla.
De nuværende efterkommere af Silla-dynastiet hører ind under Kim-navnet. Familieoptegnelser siden sidste hersker er fremkommet, men disse registreringer er endnu ikke fuldt bekræftede.

### Buddhisme
Buddhismen blev introduceret til Silla i 528. Silla havde dog været udsat for religionen i over et århundrede, hvor troen sikkert havde gjort indtryk på den indfødte befolkning. Det var den buddhistiske munk Ado, der først udsatte Silla for buddhismen, da han ankom til proselyter fra Goguryeo i midten af det 5. århundrede. Men ifølge legenden, blev Silla-monarkiet overbevist om at antage troen ved den ædle Ichadons martyrium, da han blev henrettet for sin buddhistiske tro af Sillas domstol af kongen af Silla i 527, og hans blod flød med farven på mælk.
Betydningen af buddhismen i Silla-samfundet i slutningen af den tidlige periode er svær at overdrive. Fra kong Beopheung og for de følgende seks regeringsperioders antog Sillas konger buddhistiske navne og kom til at skildre sig selv som buddhistiske konger. Buddhismen i Silla var, mere end i tilfældet med Baekje og Goguryeo, en officielt sponsoreret tro. Dens statslige beskyttelse blev understreget. Hwarang-korpset, et elite korps af ungdommelig krigere, der ville spille en central rolle i Silla forening af halvøen, havde stærke forbindelser til buddhismen, især tilbedelsen af Maitreya Buddha. Slutningen af den tidlige periode i Silla så buddhismens højdepunkt: et stort antal af templer blev byggede, ofte finansierede og sponsorerede af højtstående adel, de mest bemærkelsesværdige er Hwangnyongsa (Imperiets Drage), Bulguksa og Seokguram. Hwangyongsa-templet understregede især monarkiets magt og buddhismens rolle i statens beskyttelse og udvidelse. De ni tekster på dens træpagode, måske den højeste menneskeskabte struktur i Østasien af perioden, siges at symboliserer de ni nationer bestemt til at underkaste sig Sillas styre. Silla lagt stor vægt på denne pagode og bygge den både af sten og af træ.
Med foreningen af Silla kom buddhismen til at spille en mindre synlig rolle i politik, da monarkiet forsøgte at overtage kinesiske konfucianske statsstyreinstitutioner for at regere den udvidede stat og for at dæmme op for de aristokratiske familiers indflydelse. Ikke desto mindre nød buddhismen stadig en central plads i det udvidede Silla samfund. Hundredvis af Silla-munke rejste til Tang-dynastiet i Kina for at få uddannelse og for at købe hårdt tiltrængte buddhistiske sutraer.
Sillas stærke buddhistiske karakter afspejles også af de tusindvis af buddhistiske stenfigurer og udskæringer, hvoraf den vigtigste på Namsan. Den internationale indflydelse fra Tang-dynastiets side på disse figurer og udskæringer kan ses i karakteristiske træk som en rund fulde form, et fast udtryk i ansigtet, og draperier, der smyger sig om kroppen, men stilistiske elementer fra indfødte koreansk kultur kan stadig identificeres.